# Spio tridentata
Spio tridentata är en ringmaskart som beskrevs av Anne D. Hutchings och Turvey 1984. Spio tridentata ingår i släktet Spio och familjen Spionidae. Inga underarter finns listade i Catalogue of Life.